# Schinia arcigera
Schinia arcigera is een nachtvlinder uit de familie Noctuidae, de uilen. 
De vlinder heeft een spanwijdte van 22 tot 25 millimeter. De voorvleugel is donkerbruin, met een wat lichtere middenband die met witte lijntjes is afgezet. De achtervleugels zijn geel met een brede zwartgrijze band langs de buitenrand en lichte, bijna witte, franje. Bij het vrouwtje ontbreekt het geel en valt de lichte franje meer op. De rups wordt tot 2 centimeter lang.
Als waardplanten worden vooral diverse soorten Aster gebruikt. De vliegtijd is van juli tot september in één (of misschien twee) generatie, in het zuiden vliegt de soort mogelijk langer door. De pop overwintert, ongeveer een derde van de poppen zelfs twee- of driemaal.
De soort komt voor in de Verenigde Staten, met uitzondering van het uiterste westen en het aangrenzende zuiden van Canada.